# كورتا

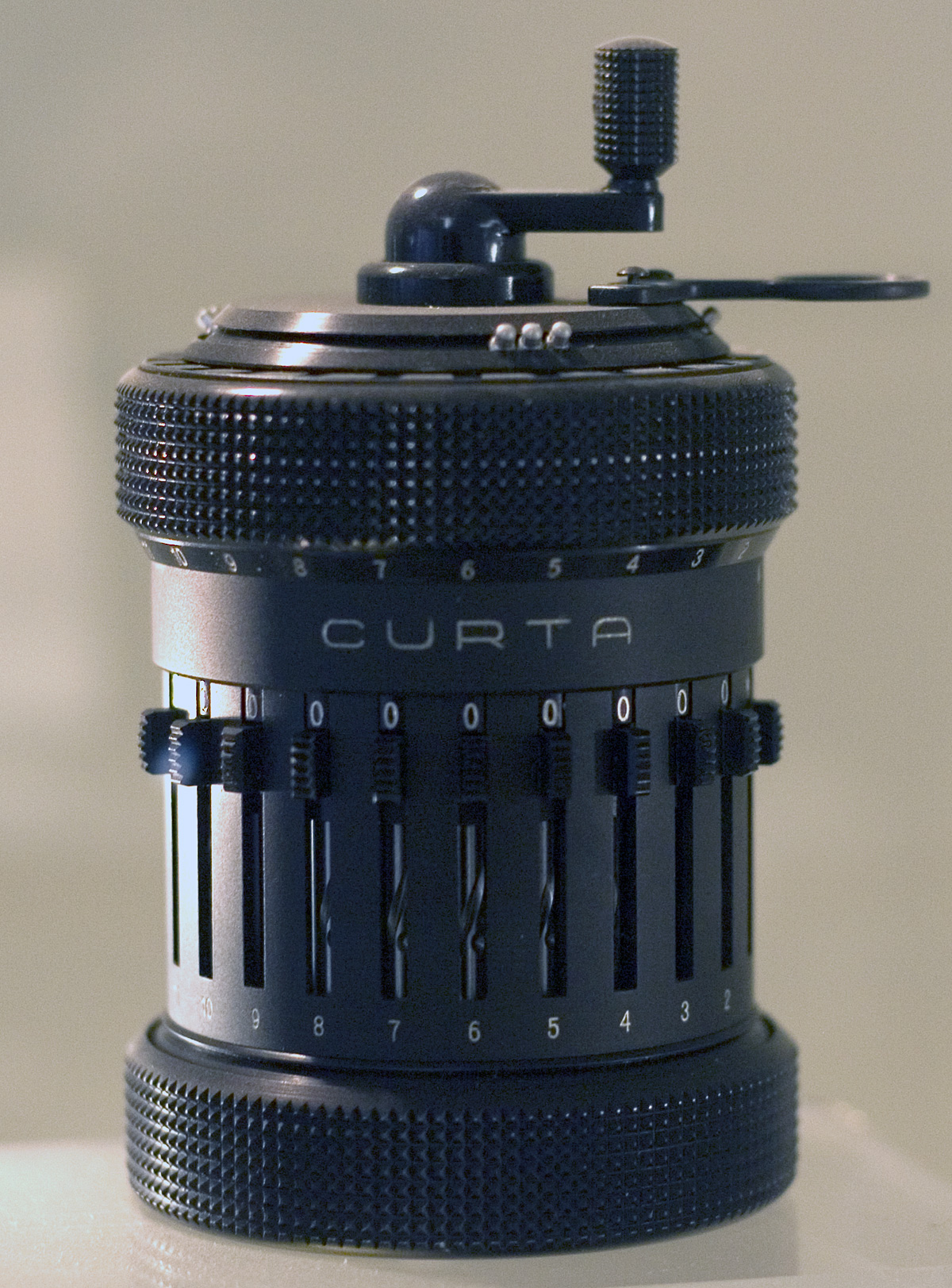
Curta Type II mechanical calculator

كورتا هي آلة حاسبة تُستخدم للعمليات الحسابية وتعمل بالطاقة الميكانيكية. وكانت مماثلة في الحجم لطاحونة الفلفل الأسود.

## التاريخ
تم تصميم أول آله حاسبة من نوع كورتا عام 1930 م في فيينا النمسا (الألمانية براءات الاختراع الوطنية رقم 747073) من قبل العالم كورت هرتزستارك وتم إيقاف عمله على آلة حاسبة الجيب في عام 1938 م عندما أجبر من قبل النازية على بناء مقاييس للجيش الألماني إلا أن الآلة ولدت في معسكر الموت النازي عام 1945 م عندما كان محبوسا من قبل النازيين بسبب الحرب العالمية الثانية و دوافعها ليتم بعد ذلك صنعها وإنزالها إلى الأسواق عام 1948م.

## وصلات خارجية
- Biographical information about Curt Herzstark and the Curta calculator.
- Interview of Curt Herzstark at the Charles Babbage Institute, University of Minnesota. Herzstark interview in German.